# 63-я парашютная бригада
63-я парашютная бригада (серб. 63. падобранска бригада / 63. padobranska brigada) — воздушно-десантная бригада вооружённых сил Сербии, подчиняющаяся непосредственно Генеральному штабу. Является одним из формирований специального назначения Вооружённых сил Сербии.
Бригада была сформирована в 1967 году в Югославской народной армии. После распада Югославии она осталась в составе армии Союзной Республики Югославия, а затем в составе Вооруженных сил Сербии и Черногории. В 2006 году перешла в состав сербской армии и была сокращена до батальона, который был подчинен Специальной бригаде. 21 декабря 2019 года была воссоздана в соответствии с распоряжением президента Сербии Александра Вучича.
63-ю парашютная бригада дислоцируется в Нише. Ею командует полковник Ненад Зонич.

## История

### Предыстория формирования
Поводом для дальнейшего формирования бригады стал первый прыжок с парашютом в истории Югославии, который был совершён 2 сентября 1926 года вторым лейтенантом (подпоручиком) Драгутином Доланским над аэропортом Нови-Сада с высоты 650 метров. В 1938 году проходила Первая международная выставка самолётов которая проходила в Белграде, и именно там состоялись важнейшие прыжки югославских парашютистов. Также была выставка в аэропорту Земуна, в рамках которой были совершены десять комбинированных прыжков. В них участвовала первая и единственная женщина-парашютистка Югославии до начала Второй мировой — Катарина Манатович.

### Формирование и участие бригады во Второй мировой войне
1 октября 1939 года Югославская армия, понимая значение парашютных единиц, создаёт в городе Панчево воздушно-десантную школу. В 1941 году школа передислоцируется в Нови-Сад, где она оставалась вплоть до начала войны, а затем должна была перейти в Ниш. Судьба школы после Югославской операции остаётся неизвестной. В дальнейшем во время войны налёты десантников играли важную роль практически во всех крупных военных операциях. И в середине 1944 года Верховный штаб НОАЮ обратился за помощью к союзникам для формирования десантного батальона. После того, как штаб был переведён на остров Вис, все приказы командованию низшего уровня передавались благодаря парашютистам.
В сентябре 1944 года не менее сотни солдат были доставлены в итальянскую коммуну Бари для повышения уровня десантной подготовки. Ещё около сотни человек из числа раненых солдат, лечившихся в Италии, также были отобраны для обучения. есь период обучения и прыжков с парашюта проходил в учебном центре в Гравине. Десантную школу успешно окончили 191 человек. 14 октября 1944 года после учебного курса был сформирован 1-й десантный батальон  (серб. Први падобрански батаљон) под командованием поручика Чедомира Враньича (сербохорв. Чедомир Врањић / Čedomir Vranić). Помимо боевой подготовки, новобранцы батальона также проходили интенсивную топографическую, диверсионную и огневую подготовку, для операций они имели большой запас боеприпасов и военной техники (за исключением парашютов), которые им поставляли союзники. В декабре 1944 года батальон был отправлен в Дубровник. 6 января 1945 года батальон прибыл в Белград. Тем не менее, этот элитный батальон не вступал в боевые действия до конца войны и в середине июля 1945 года был расформирован. Помимо Италии, подготовка нескольких югославских десантных подразделений проводилась так же и в СССР.

### Возрождение батальона в послевоенный период
По возвращении в страну, батальон был интегрирован в существующие десантные подразделения. В период с 1946 - по 1950 г.г., десантный батальон был реорганизован в  учебный, и находился под оперативным командованием ВВС Югославии. В 1946 году по приказу ставки генерального штаба, был сформирован 46-й десантный батальон (серб. 46. Падобрански батаљон) в городе Бела-Црква. В 1948 году батальон был передислоцирован в Нови-Сад, но из-за потенциальной угрозы вторжения с востока батальон был снова передислоцирован, но на этот раз в Мостар.  С января 1951 года по 1954 г.г.  батальон оставался в Мостаре, после чего был  обратно  передислоцирован в Нови-Сад в укрепление к недавно сформированной 63-й десантной бригаде.
В 1952 году 46-й десантный батальон был разделён на две части. Одна часть осталась в Мостаре, а другая была передислоцирована в Шабац. Из этой части 63-я десантная бригада и была сформирована, приказом № 200 Верховного командования вооружённых сил (VKOS) от 5 февраля 1953 года подписанного в Шабаце. В марте 1954 года благодаря обстоятельствам батальон был передислоцирован в Ниш. Значительные ошибки были совершены в понимании постановки использования и выполнения боевых задач данного подразделения. Преобладающее положение было то, что ставка ЮНА не нуждалась в больших десантных подразделениях, так как в использовании современной ПВО имелось большое количество орудий и бронетехники, и в случае десантирования на охраняемые объекты противника не было бы никаких шансов.
В связи с таким раскладом по приказу Генерального штаба  ЮНА в конце 1959 года,  63-я десантная бригада была расформирована, и на её основе были сформированы три новых отдельных десантных батальона: 159-й десантный батальон в Скопье; 127-й десантный батальон  в Батайнице; и 148-й десантный батальон в  Беле-Цркве.
В 1964 году был повторно создан десантный учебный центр в Нише, путём объединения 127 и 159 десантных батальонов.
5 декабря 1967 года в Нише, путём объединения десантного учебного центра и 148-го десантного батальона была повторно сформирован 63-я десантная бригада. Новобранцы десантной бригады участвовали в  многочисленных национальных и международных спортивных соревнованиях, где они показали не мало отличных результатов.

### Послевоенный период Косовской войны и современная история бригады
Во время Косовского кризиса, 63-й десантная бригада была первой развёрнута, с самой высокой степенью боевой готовности. Во время войны НАТО против Югославии 1999 года бойцы 63-й бригады боролись против боевиков АОК в Косово, а также с диверсионными отрядами противника, вторгающихся из Албании на территорию Югославии. Бойцы 63-й бригады особенно отличились во время обороны Кошары на югославско-албанской границе.
В 2006-м году в рамках военной реформы 63-я бригада была преобразована в батальон в рамках Специальной бригады.
16 октября 2014 года бойцы батальона участвовали в военном параде, посвящённому 70-летию освобождения Белграда. В параде участвовало более 2 тысяч солдат. 
21 декабря 2019 года в соответствии с указом Президента Сербии Александра Вучича и распоряжением Генерального штаба Вооружённых сил Сербии была расформирована Специальная бригада, но при этом были восстановлены и 72-я бригада специальных операций, и 63-я парашютная бригада.
В июле 2020 года парашютисты 63-й бригады впервые совершили прыжок с приводнением.
21 апреля 2021 года в 16:30 при попытке совершить прыжок погиб капрал (десетар) 3-й роты Огнен Трайкович (2000 г.р.). Церемония прощания с бойцом прошла 23 апреля, в тот же день он был похоронен на Шапранацком кладбище во Вране.
14 октября 2021 года 63-я парашютная бригада была награждена орденом Святого Саввы II степени — наградой Сербской православной церкви.

## Боевая подготовка бригады
Бригада является уникальной боевой единицей этого типа в Сербской армии, а также отличной «военной школой десанта». В подготовку специалистов входит изучение таких местностей как :  суша; горы (горные хребты, массивы, системы); равнин; рек и озёр; населённых пунктов; и их коммуникации и сооружения имеющие особые значения.  Они имеют отличные знания на случай нештатных ситуаций, в условиях если  ситуация находится на грани войны. Вылазки в тыл вражеской линии фронта для совершения рекогносцировки или диверсий,являются их визитной карточкой.

## Снаряжение и техника
Для обучения парашютистов используется самолёт Ан-2, в качестве основных транспортных средств применяются вертолёты Ми-17 и Airbus H145M, транспортные самолёты Ан-26 и CASA C-295.

## Командование
Командиры
- генерал-полковник Стеван Миркович[серб.]
- бригадный генерал Ненад Зонич[11]

Начальники штаба
- подполковник Горан Остоич[12]

## Галерея
- Десантник 63-го батальона с флагом Специальной бригады
- Группа бойцов батальона во время военного парада в Белграде, 2014
- Парадный строй батальона во время военного парада в Белграде, 2014
- Строй солдат батальона во главе с американским инструктором. Во время Американско-Сербских учений в 2008 году.
- Бойцы 63-го батальона во время учений «Славянское братство-2016»